# 交易廣場 (曼徹斯特)

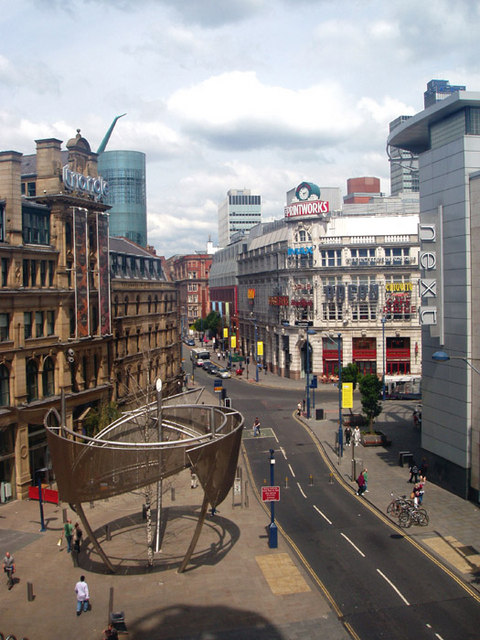

交易廣場（Exchange Square）是英格兰曼彻斯特的一个广场。它在爱尔兰共和军制造的1996年曼彻斯特爆炸案后进行了重建。
今天这里是一个重要的购物区，包括Selfridges、新座堂街、谷物交易所以及著名的安达尔购物中心。
交易广场北侧是国家足球博物馆，西侧是Shambles Square和曼彻斯特座堂，南侧是新座堂街和皇家交易所。